# Дато I (граф Бигорра)
Дато́ I (Дато́ Дона́т; фр. Dató Donat; умер около 870) — граф Бигорра (между 838 и декабрём 865—около 870) из Бигоррской династии.

## Биография
О графах Бигорра между Донатом Лупом и Раймоном I Датом почти ничего не известно. Первый из них умер между 838 и 865 годами, второй владел Бигорсским графством в 930-х годах. Преемственность и родственные связи местных правителей восстанавливаются только по немногочисленным хартиям, в которых те упоминаются.
До середины XIX века историки предполагали, что преемником умершего по их мнению в 820-х годах графа Доната Лупа могли быть или граф Вандрегизель и его сын Бернар, или возможный сын Доната Иньиго Ариста. Первое мнение было основано на неверной интерпретации данных датированной 845 годом «Хартии Алаона». Однако впоследствии этот документ был признан большинством историков подделкой XVII века. Второе мнение основывалось на южно-французских преданиях. В настоящее время обе эти версии отвергнуты историками как несостоятельные.
Современные историки считают, что наследование графского титула Бигорра в IX веке происходило среди представителей местной династии, основателем которой был Донат Луп. Это подтверждается дарственной хартией, данной в декабре 865 года его вдовой Факуило (Факуиленой) монастырю Сен-Оренс-де-Лаведан, в которой перечислены члены семьи Доната (в том числе и его сын Дато Донат), а сам он назван уже скончавшимся. Точная дата смерти Доната Лупа неизвестна. Последнее достоверное упоминание о нём относится к 838 году, поэтому некоторые историки предполагают, что к 844 году граф Донат мог уже скончаться и новым графом Бигорра в то время был уже его старший сын Дато I.
В том году большое войско норманнов вторглось в герцогство Васконию. После того как оно было отбито при нападении на Бордо герцогом Тотилоном, бо́льшая часть викингов отплыла на юг и стала разорять прибрежные области Астурийского королевства и Кордовского халифата. Меньшая часть войска норманнов, разбившись на несколько отрядов, проникла в Гасконь, где произвела сильные опустошения. Один из этих отрядов, поднявшись вверх по реке Адур, захватил города Дакс, Олорон и несколько более мелких поселений. Затем норманны штурмом овладели городом Тарб, столицей Бигоррского графства. Местный епископ Геральд с трудом спасся от захватчиков бегством. Викинги разрушили город, захватив многочисленных пленных и добычу, однако на обратном пути 21 мая они попали в засаду, устроенную бежавшими в горы жителями Тарба, и были все перебиты.
Нападение норманнов на Тарб в 844 году — единственное историческое событие, предположительно относимое историками к правлению Дато I Доната. Точная дата смерти графа неизвестна, но предполагается, что он умер около 870 года. Неизвестно, был ли он женат и имел ли детей. В графстве Бигорр ему наследовал его брат Луп I Донат.